# Zakazane uczucie
Zakazane uczucie (hiszp. La que no podía amar) – meksykańska telenowela wyprodukowana przez Televisę. Producentem telenoweli jest José Alberto Castro. Adaptacja utworu o tej samej nazwie Delii Fiallo.
W rolach głównych wystąpili Ana Brenda Contreras, Jorge Salinas i José Ron. Główni antagoniści to m.in. Susana González i Julián Gil.
Premiera w Meksyku odbyła się 1 sierpnia 2011 roku. Ostatni odcinek został wyemitowany 18 marca 2012 roku na kanale Canal de las Estrellas.

## Wersja polska
W Polsce serial emitowany był po raz pierwszy od 19 marca do 23 sierpnia 2012 roku na kanale TV4 w dniach od poniedziałku do czwartku o godzinie 17:00 później również o 18:00. W ramówce TV4 telenowelę zastąpił serial Ukryta miłość.
Serial emitowany był także na kanale TV6 od 3 września 2012 roku w dni robocze o 19:00 i 20:00. Ostatni odcinek wyemitowano 21 lutego 2013 roku o godzinie 20:00, a jego powtórkę następnego dnia o godzinie 9:15.
W Polsce serial składał się z 162 odcinków. Opracowaniem wersji polskiej zajęło się Studio Publishing. Autorami tekstu byli Daniel Wegner i Olga Krysiak. Lektorem serialu był Marcin Sołtyk.

## Fabuła
Główną bohaterką serialu jest Ana Paula Carmona Flores, świeżo upieczona pielęgniarka. Mieszka z bratem i ciocią. Kiedy nadchodzi dzień zapłaty za czynsz a jej ciotka nie ma czym zapłacić właścicielowi mieszkania za czynsz, sprowadza mężczyznę do swojego domu i mówi jej, że przyjdzie do niego jej siostrzenica i w ten sposób uregulują dług. Ana spotyka w domu właściciela, który próbuje ją zgwałcić. Na szczęście udaje jej się uciec, lecz kiedy dowiaduje się o tym Miguel jej brat postanawia napaść na sklep by mieć na spłacenie długu. Niestety nie wszystko idzie po jego myśl i trafia na komisariat z raną postrzałową. Ana Paula biegnie do niego. Tam poznaje Bruna Rey, prawnika który pomaga jej bezinteresownie. Proponuje jej także pracę u swojego szefa Rogelia Montero. Dziewczyna po długich namowach ze strony ciotki zgadza się przyjąć tę pracę. Gdy dotarła na hacjendę El Fuerte, której właścicielem jest Rogelio Montero, dowiaduje się, że zajmowanie się ranczem wcale nie jest takie proste. Między właścicielem hacjendy a Aną Paulą dojdzie do wielu kłótni. W tragicznych okolicznościach Carmona pozna też Gustava, młodego i przystojnego budowniczego, który uratował jej życie. Inżynier ubiega się o względy dziewczyny, co mu się udaje. Młodzi są w sobie zakochani, jednakże nie spodobało się to Brunowi, który był zdolny do wszystkiego, aby rozdzielić parę.
Przez nieporozumienie i podły charakter ciotki Any Pauli, która nie popierała związku pary, dochodzi do kłamstwa. Gdy dziewczyna dowiaduje się o śmierci swojego ukochanego, zgadza się na propozycję swojego szefa – Rogelia Montero i wychodzi za niego. Początki małżeństwa są trudne, ale właściciel hacjendy kocha żonę, ale jest zbyt dumny, by jej to wyznać. Gdy małżonkowie są ku sobie, Bruno psuje ich krótkie szczęście i szkodzi parze.
Dochodzi do wielu nieporozumień i zdrad, ale prawdziwa miłość przetrwa wszystkie przeciwności losu.

## Obsada
- Ana Brenda Contreras jako Ana Paula Carmona Flores de Montero
- Jorge Salinas jako Rogelio Montero Baez
- José Ron jako Gustavo Durán Esqueivel
- Julián Gil jako Bruno Rey
- Mar Contreras jako Vanesa Galván Villaseñor
- Susana González jako Cinthia Montero
- Jorge Aravena jako David Romo
- Ana Martín jako Maria Gomez
- Ana Bertha Espín jako Rosaura Flores Nava
- Ingrid Martz jako dr Daniela „Dany” Gutiérrez
- Fabián Robles jako Efrain Rios
- Juan Bernardo Flores jako Margarito Montero Carmona
- Uriel del Toro jako Hugo Dueñas
- Paty Díaz jako Macaria de Hernandez
- Osvaldo Benavides jako Miguel Carmona Flores
- Alejandro Ávila jako dr Ernesto Cortes
- Marco Méndez jako Esteban
- Michelle Ramaglia jako Consuelo Herrera
- Anaís jako dr Mercedes Durán Esqueivel
- Germán Gutiérrez jako Ulises Hernández
- Ignacio López Tarso jako Fermin Peña
- Elizabeth Dupeyrón jako Elsa Villaseñor de Galván
- Humberto Elizondo jako Federico Galván
- Javier Ruán jako Don Maximo
- Ricardo Mendoza jako „El Coyote”
- Elena Torres jako Rocio „Chio”
- Mario del Rio jako Juan
- Tania Lizardo jako Maria Paz „Maripaz” Hernández
- Andrea Rangel jako Moira Duran
- Alexandra Torres jako Melina Torres
- Yolanda Ventura jako Gloria de Cortes
- Adanely Núñez jako Carmen
- Zaneta Seilerova jako Hilda
- Eduardo Liñan jako Ivan Montero

## Adaptacje
Zakazane uczucie to nowa wersja Monte Calvario – meksykańskiej telenoweli z 1986 roku (w rolach głównych Edith González i Arturo Peniche) opartej na utworze La que no podía amar Delii Fiallo oraz drugiej jej wersji Te sigo amando – meksykańskiej telenoweli emitowanej w latach 1996-1997 (w rolach głównych Claudia Ramírez i Luis José Santander).

## Nagrody

### Nagrody TVyNovelas (Meksyk) 2012
| Kategoria                          | Osoba                                   | Wynik     |
| ---------------------------------- | --------------------------------------- | --------- |
| Najlepsza telenowela               | José Alberto Castro                     | Nominacja |
| Najlepsza protagonistka            | Ana Brenda Contreras                    | Nominacja |
| Najlepszy protagonista             | Jorge Salinas                           | Wygrana   |
| Najlepsza aktorka pierwszoplanowa  | Ana Bertha Espín                        | Nominacja |
| Najlepszy aktor współpracujący     | José Ron                                | Wygrana   |
| Najlepszy scenariusz lub adaptacja | Ximena Suárez Julián Aguilar Janely Lee | Nominacja |
| Najlepszy motyw muzyczny           | Te dejaré de amar (Reyli Barba)         | Nominacja |

### Premios Juventud 2012
| Kategoria                                                        | Osoba                | Wynik     |
| ---------------------------------------------------------------- | -------------------- | --------- |
| Dziewczyna, która zabiera mi sen (¡Chica que me quita el sueño!) | Ana Brenda Contreras | Wygrana   |
| To jest świetne! (¡Esta buenísimo!)                              | Jorge Salinas        | Nominacja |
| To jest świetne! (¡Esta buenísimo!)                              | José Ron             | Nominacja |

### Premios Oye 2013
| Kategoria                                                                                         | Osoba       | Wynik     |
| ------------------------------------------------------------------------------------------------- | ----------- | --------- |
| Najlepszy utwór przewodni z telenoweli, serialu, sztuki teatralnej lub filmu w języku hiszpańskim | Reyli Barba | Nominacja |